# شيخ أباد (أملش الشمالي)
شیخ أباد (بالفارسية: شیخ‌آباد) هي قرية تقع في إيران في قسم أملش الشمالی الريفي. يقدر عدد سكانها بـ 94 نسمة .